# Рукоять взведения затвора

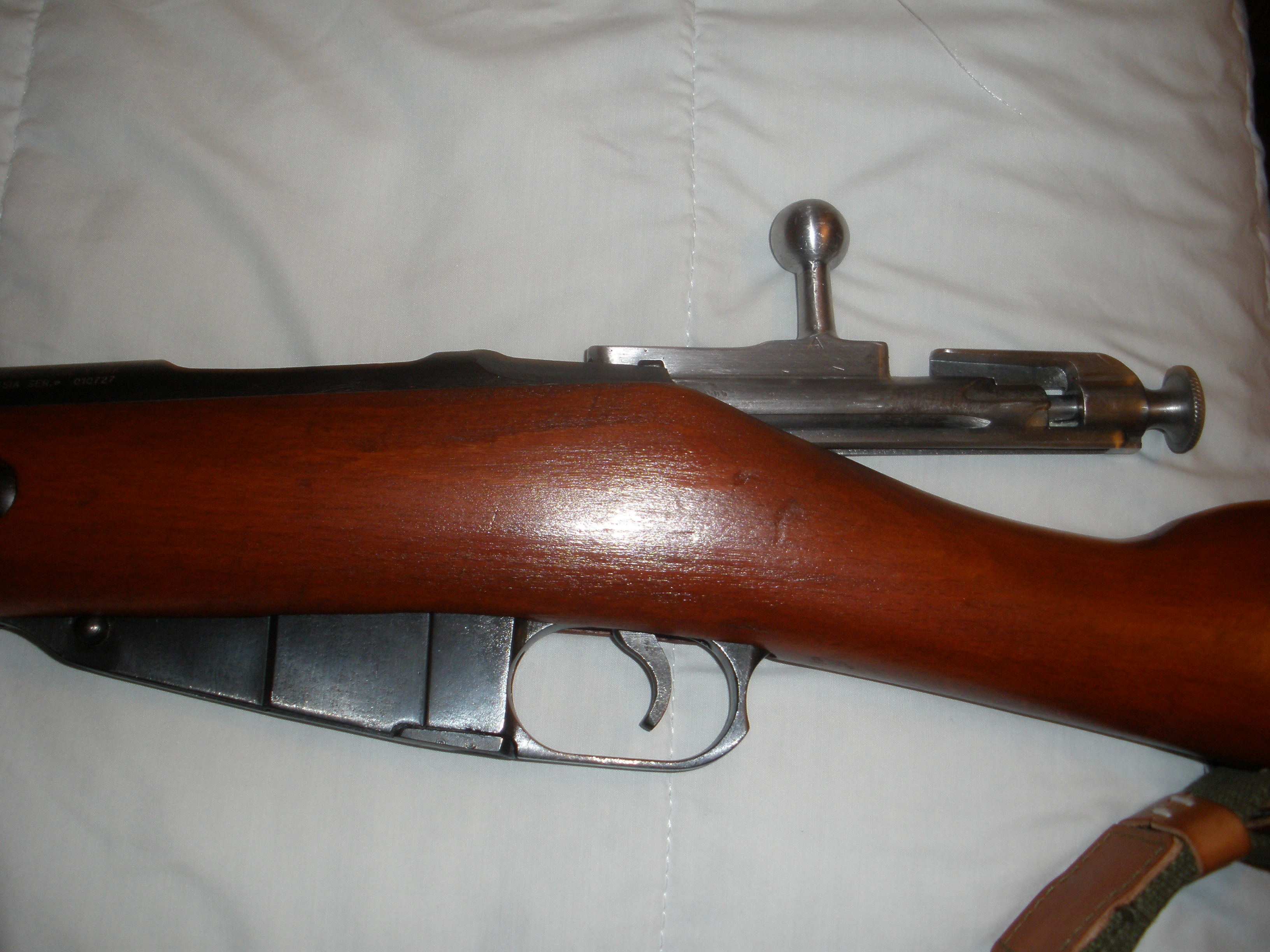
Затвор винтовки Мосина, сверху видная рукоять взведения

Рукоять взведения затвора — часть огнестрельного оружия, позволяющая управлять затвором. Могла отсутствовать, например, на M3. Разная на каждом оружии — она имеет форму от прямой или изогнутой палки на винтовках Мосина до незаметной скобы с прорезью на IMI Micro Uzi. На некоторым оружии может быть складным. Самая большая рукоять на магазинном оружии, самая маленькая — на автоматическом. В некоторых модификациях же (M3 A1, например) рукояти взведения нет, вместо неё — углубление для взведения затвора пальцами.